# Wallaceophis gujaratensis
Wallaceophis gujaratensis is een slang uit de familie toornslangachtigen (Colubridae) en de onderfamilie Colubrinae. 

## Naam en indeling
De wetenschappelijke naam van de soort werd voor het eerst voorgesteld door Zeeshan A. Mirza, Raju Vyas, Harshil Patel, Jaydeep Maheta en Rajesh V. Sanap in 2016. Het is de enige soort uit het monotypische geslacht Wallaceophis.
De wetenschappelijke geslachtsnaam Wallaceophis is een eerbetoon aan de Britse bioloog Alfred Russel Wallace (1823 – 1913). De soortaanduiding gujaratensis betekent vrij vertaald 'wonend in Gujarat'.

## Uiterlijke kenmerken
Wallaceophis gujaratensis bereikt een lichaamslengte van 25 tot 93 centimeter exclusief de staart waarmee het een relatief kleine soort is. Aan de buikzijde is een enkele rij van 215 tot 216 schubben gelegen, aan de onderzijde van de staart zijn 51 tot 54 schubben gepositioneerd.

## Verspreiding en habitat
De soort komt voor in delen van zuidelijk Azië en leeft endemisch in India en alleen in de deelstaat Gujarat.